# چرچ هیل (تنسی)
چرچ هیل(به انگلیسی: Church Hill) شهری در ایالت تنسی کشور ایالات متحده آمریکا است که جمعیت آن در سرشماری سال ۲۰۱۰ میلادی، ۶٬۷۳۷ نفر بوده‌است.